# Ротердам
 Тази статия е за града в Нидерландия.  За сградата вижте Ротердам (сграда).  
Ротердам (на нидерландски: Rotterdam) е вторият по големина град в Нидерландия, част от метрополиса Рандстад. Разположен е в провинция Южна Холандия, на един от ръкавите на река Маас. Населението му е около 620 000 души (2014).

## История
Първото споменаване на града е през 1282 г. На 14 май 1940 г. е бил тежко бомбардиран от германската авиация. Сред малкото оцелели от бомбардировката старинни сгради са кметството и катедралата „Свети Лаврентий“.

## Икономика
В Ротердам има много заводи за кораби, самолети, електротехника, нефтопродукти, химикали, хранителни продукти.

## Инфраструктура
Ротердамското пристанище е третото по големина в света след тези на Шанхай и Сингапур. То е и най-голямото в Европейския съюз с 345,8 милиона тона преминали товари през 2005 г. Разположено е в делтата на Рейн-Маас-Схелде и обслужва обширен хинтерланд. Неговият аванпорт Хук ван Холанд е достъпен за кораби с голяма водоизместимост.

## Известни личности
Родени в Ротердам
- Лойцен Егбертус Ян Брауер (1881 – 1966), математик
- Джовани ван Бронкхорст (р. 1975), футболист
- Уинстън Богард, (р. 1970), футболист
- Жоржиньо Вейналдум, (р. 1990) футболист
- Джефри Брума (р. 1991), футболист
- Фаас Вилкес (1923 – 2006), футболист
- Симон де Влигер (1601 – 1653), художник
- Елизабет Гелерд (1909 – 1969), психоложка
- Едсхер Дейкстра (1930 – 2002), информатик
- Роберт Дорнбос (р. 1981), автомобилен състезател
- Еразъм Ротердамски (1466/1469 – 1536), хуманист и теолог
- Рем Колхас (р. 1944), архитект
- Фери Корстен (р. 1973), диджей
- Рихард Крайчек (р. 1971), тенисист
- Вилем де Кунинг (1904 – 1997), художник
- Кун Маулейн (1937 – 2011), футболист
- Робин ван Перси (р. 1983), футболист
- Гари Родригес (р. 1990), футболист
- Хенк Снейвлит (1883 – 1942), политик
- Якоб Вант Хоф (1852 – 1911), химик

Починали в Ротердам
- Пиер Бейл (1647 – 1706), философ
- Фаас Вилкес (1923 – 2006), футболист
- Кун Маулейн (1937 – 2011), футболист